# 애덤 워터슨
애덤 워터슨(Adam Waterson)은 오스트레일리아의 전문 피트니스 코치이다.

## 경력
웨스턴 시드니 원더러스, FC 서울, LA 갤럭시 등에서 활동하였다.